# 閔元植暗殺事件
閔元植暗殺事件（びんげんしょくあんさつじけん）とは、1921年（大正10年）2月16日に東京府東京市麹町区（現東京都千代田区）で発生した暗殺事件。

## 事件の発端
朝鮮時報社社長の閔元植は、朝鮮総督府中枢院副参議も務める傍ら、朝鮮にも衆議院議員選挙法の適用を求める参政権獲得運動を起こしていた。
朝鮮独立運動家は、閔元植を親日派呼ばわりし、彼の暗殺を狙っていた。

## 事件の概要
1921年2月中旬より、閔元植は東京ステーションホテルに宿泊し、参政権獲得運動を進めていた。
朝鮮独立運動家で日本大学の学生だった梁槿煥は、知人から人力車夫の斡旋料を騙しとって資金を捻出、日大の朝鮮人学生有志の代表として閔元植に面会を申し込んだ。
1921年2月15日8時30分、梁槿煥は閔元植を訪れた。梁槿煥は30分ほど歓談した後、急に態度を変え「今、我々が祖国独立のために闘っているのに、参政権獲得運動などと馬鹿げたことをやるとは怪しからん」と叫び、閔元植を短刀で刺した。梁槿煥はそのまま逃走した。
閔元植は、まもなくホテルのボーイに発見され、直ちに病院に運ばれたが出血多量で死亡した。
警視庁は、第一発見者のボーイに写真を示して、犯人が梁槿煥であることを確認し、全国に指名手配した。
梁槿煥は事件後、一旦妻子に会った後、当日夜に家を出て、大連行の船に乗って逃走を図った。この船は長崎港に寄港したので、上海行の船に乗り換えることにし、長崎市内で一泊した。翌日正午、警視庁より長崎県警察部宛に指名手配書が届き、午後3時に船に乗り込もうとした梁槿煥を逮捕した。
梁槿煥は無期懲役の判決が下った。